# امیردیوان
امامزاده شاه فرج‌الله مشهور به امیر دیوان در دامنه کوه درنگ مشرق بخش بردخونِ شهرستان دیرِ استان بوشهر (ایران) واقع است. کوه و منطقه دیدنی مورد نظر نیز امیر دیوان نام گرفته‌است.
از نظر تاریخی شاه فرج‌الله در عصر حکمرانی سعد بن زنگی از اتابکان فارس در شیراز، سکونت داشته‌است، به دلیل اختلافاتی با وی از شیراز جلای وطن کرده و در قصبه دوراهک (امروزه از روستاهای شهرستان دیر استان بوشهر می‌باشد) متوطن می‌شود. و بعدها در دامنه کوه درنگ مدفون می‌شود. وی جد اعلای بیشتر سادات منطقه بخصوص سادات کاکی و دشتی می‌باشند و نسب او به امام سجاد؛ زین العابدین (ع) می‌رسد.
امامزاده میرکمال الدین (متوفی ۱۰۹۸ قمری) مدفون در بردخون نیز از احفاد وی است.
منطقه امیردیوان از جمله مناطق زیارتی و سیاحتی مشهور می‌باشد که دارای چشمه، درختان خرما، درختچه‌های کوهی و … می‌باشد. این منطقه دارای چشم‌اندازهای دیدنی طبیعی و کوهستانی نیز می‌باشد.
مسیر امامزاده امیردیوان در جاده بوشهر - بندرعباس از روستای جاشک به سمت غرب و کوه درنگ می‌باشد.

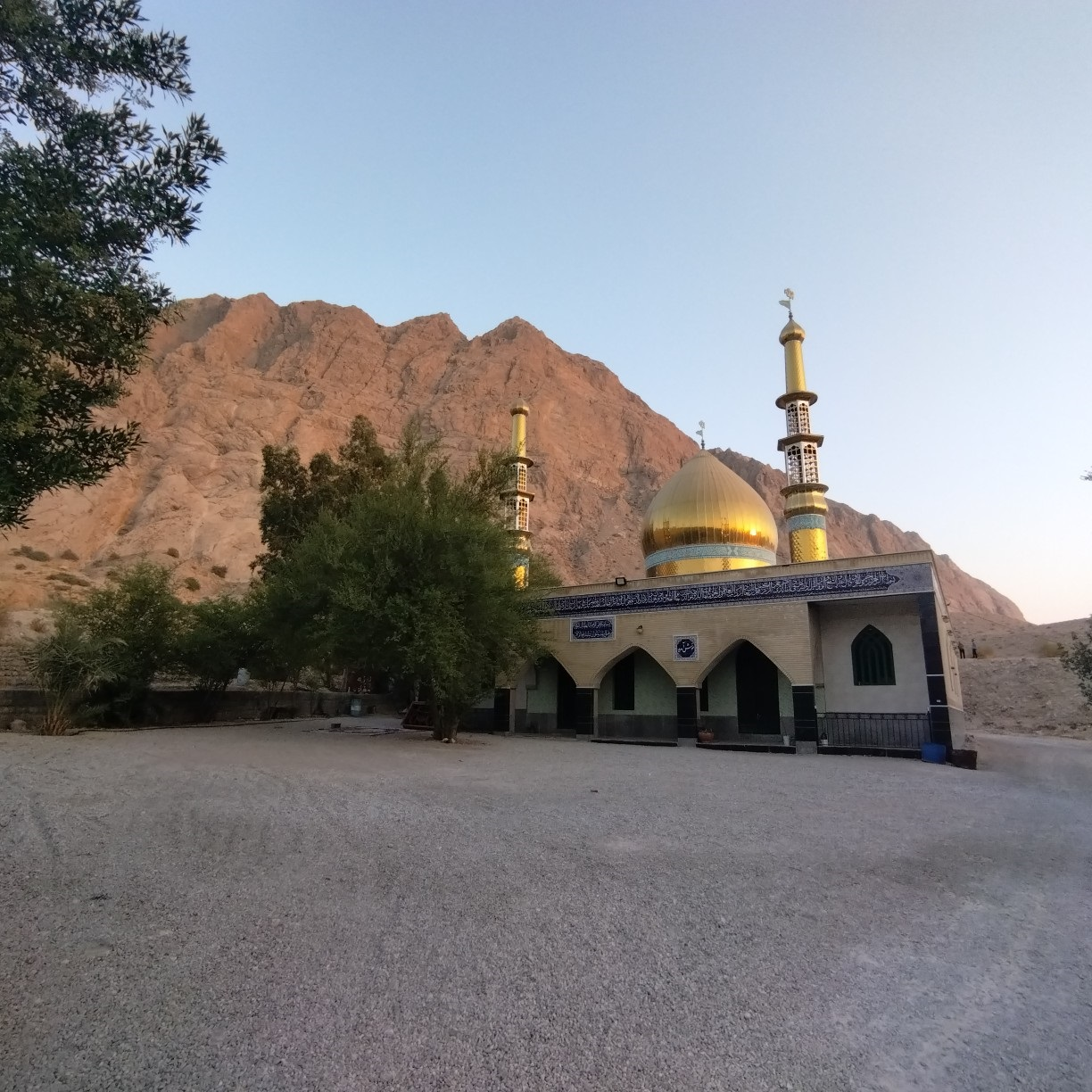

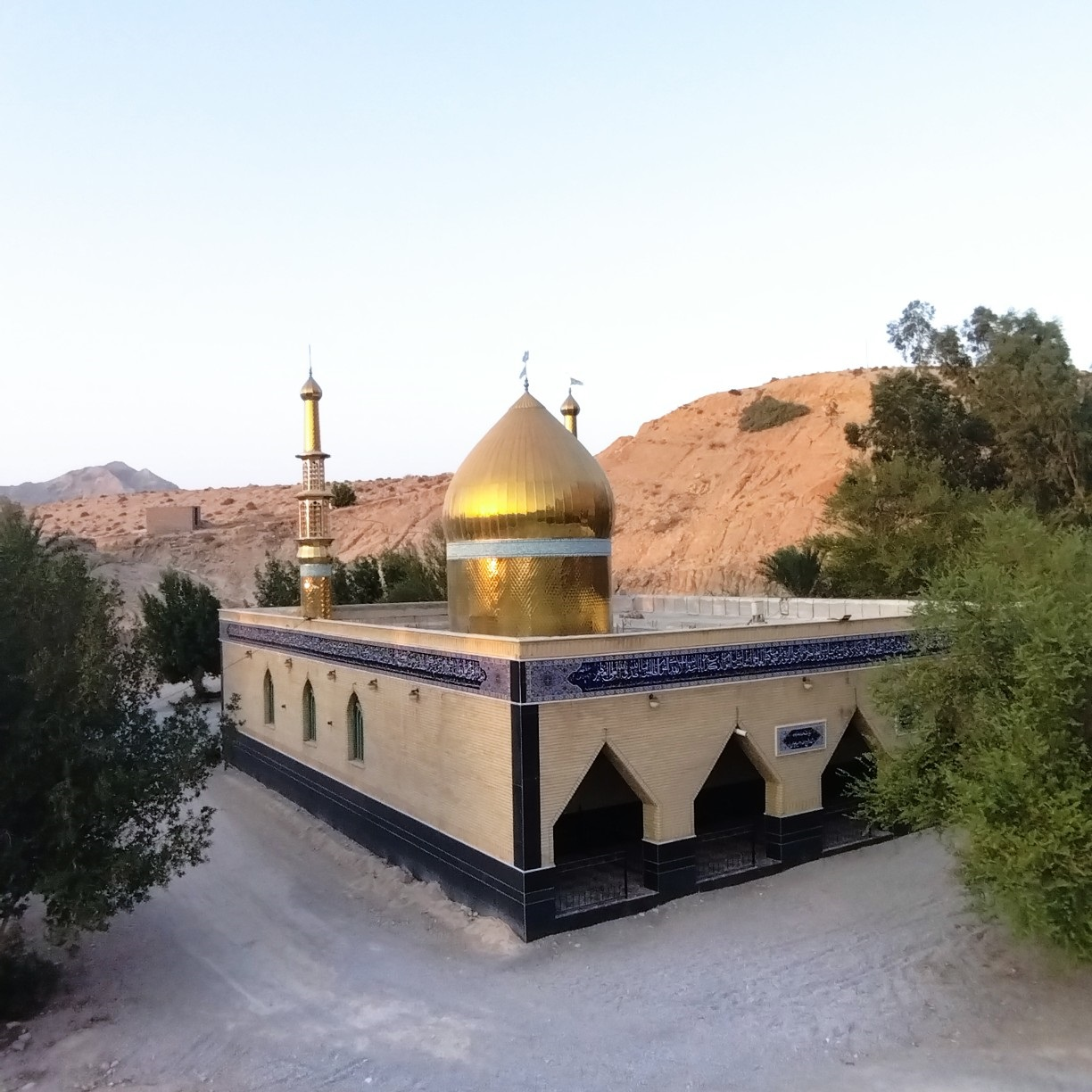